# Брігіттенауер
«Брігіттенауер АК» Ві́день (нім. 1. Brigittenauer Athletiksport Club) — австрійський футбольний клуб, заснований у 1910 році під назвою ФК «Остмарк» Ві́день (нім. FC Ostmark Wien). Провів два сезони у вищому дивізіоні Австрії. У серпні 1925 року об'єднався з спорти́вним клу́бом «Дунайштадт»  (нім. Sportklub Donaustadt) під назвою «Брігіттенауер АК» Ві́день (нім. 1. Brigittenauer Athletiksport Club).

## Досягнення
- Віце-чемпіон Австрії: 1927
- Фіналіст кубка Австрії: 1933

## Статистика
| Сезони | Матчі | Перемоги | Нічиї | Поразки | Різниця м'ячів | Очки |
| ------ | ----- | -------- | ----- | ------- | -------------- | ---- |
| 7      | 160   | 45       | 31    | 84      | 211 — 377      | 121  |

## Відомі гравці
- Гейнріх Гілтль (нім. Heinrich Hiltl, 1925—1929) — провів 1 матч за збірну Австрії та 2 — за збірну Франції.
- Карл Адамек (нім. Karl Adamek, 1927—1929) — провів 8 матчів за збірну Австрії в 1932—1937 р.